# Ок-Гілл (Алабама)
Ок-Гілл (англ. Oak Hill) — місто (англ. town) в США, в окрузі Вілкокс штату Алабама. Населення — 14 осіб (2020).

## Географія
Ок-Гілл розташований за координатами 31°55′18″ пн. ш. 87°5′7″ зх. д. / 31.92167° пн. ш. 87.08528° зх. д. (31.921620, -87.085234).  За даними Бюро перепису населення США в 2010 році місто мало площу 1,45 км², уся площа — суходіл.

## Демографія
Згідно з переписом 2010 року, у місті мешкало 26 осіб у 11 домогосподарстві у складі 7 родин. Густота населення становила 18 осіб/км².  Було 23 помешкання (16/км²).
Расовий склад населення:
| - 69,2 % — чорних або афроамериканців - 30,8 % — білих |

До двох чи більше рас належало 0,0 %. Частка іспаномовних становила 0,0 % від усіх жителів.
За віковим діапазоном населення розподілялося таким чином: 19,2 % — особи молодші 18 років, 50,0 % — особи у віці 18—64 років, 30,8 % — особи у віці 65 років та старші. Медіана віку мешканця становила 50,5 року. На 100 осіб жіночої статі у місті припадало 62,5 чоловіків;  на 100 жінок у віці від 18 років та старших — 90,9 чоловіків також старших 18 років.
Цивільне працевлаштоване населення становило 1 осіб. Основні галузі зайнятості: освіта, охорона здоров'я та соціальна допомога — 100,0 %.